# 石景山体育场
石景山体育场，座落于中国北京市石景山区石景山路。

## 历史
石景山体育场开工于1981年2月，历经五年多的建设，于1986年10月启用。建设投资430万元，占地面积7.2万平方米，建筑面积6566.4平方米，看台可容纳20000名观众 。石景山体育场设400米标准田径跑道和标准足球场，场外东侧设有足球训练场。这里曾经承办第十一届亚运会女子足球比赛、中华人民共和国第七届全国运动会的足球比赛，并曾是中国足球甲级联赛球队北京宏登、北京八喜的主场。